# Trichoscelia trifasciata
Trichoscelia trifasciata is een insect uit de familie van de Mantispidae, die tot de orde netvleugeligen (Neuroptera) behoort. 
Trichoscelia trifasciata is voor het eerst wetenschappelijk beschreven door Stitz in 1913.